# Sergej Motz

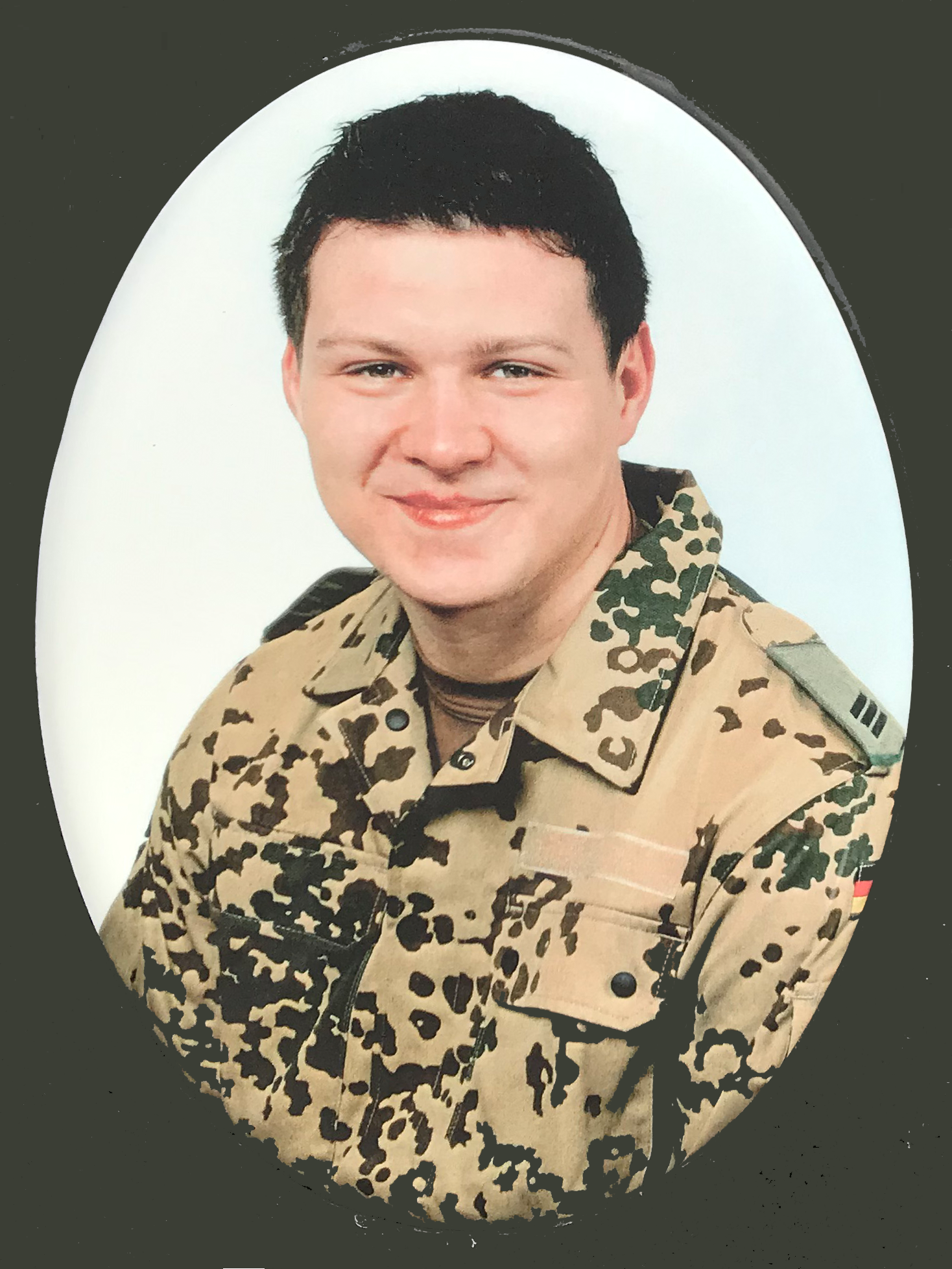
Sergej Motz (Foto auf seinem Grab)

Sergej Motz (* 12. Juni 1987 in Kasachstan; † 29. April 2009 bei Kundus in Afghanistan) war ein deutscher Soldat. Er war bereits der dreizehnte Angehörige der Bundeswehr, der seit Beginn des deutschen Einsatzes im Krieg in Afghanistan ums Leben kam, aber der erste im Kampf Gefallene. Damit war er der erste deutsche Soldat, der seit dem Ende des Zweiten Weltkriegs in einem Feuergefecht ums Leben kam.

## Leben
Sergej Motz wurde als Sohn von Victor und Galina Motz in Kasachstan geboren. 1997 kam er im Alter von zehn Jahren mit seiner Familie als Spätaussiedler nach Deutschland und wurde in Bad Saulgau sesshaft. Anfang 2007 trat Motz bei der Bundeswehr beim Panzergrenadierbataillon 294 in Stetten am kalten Markt ein und verpflichtete sich als Zeitsoldat für vier Jahre. Bald darauf war er bei der zweiten Kompanie des Jägerbataillons 292 der Deutsch-Französischen Brigade in der Fürstenberg-Kaserne in Donaueschingen stationiert.
Im Dienstgrad eines Hauptgefreiten meldete er sich für den Dienst in Afghanistan. Er war bereits der zweite Familienangehörige, der dort im Einsatz war. Sein Vater Victor war Ende der 1970er und Anfang der 1980er Jahre als Fallschirmjäger der Roten Armee an der sowjetischen Intervention in Afghanistan beteiligt.
Am 29. April 2009 geriet Motz als MG-Schütze auf dem Rückweg von einer Patrouillenfahrt nördlich von Kundus in einen Hinterhalt der Taliban. Zunächst gelang den neun gepanzerten Fahrzeugen der Durchbruch. In einem zweiten Hinterhalt gerieten sie unter schweren Beschuss und lieferten sich mit den Angreifern ein minutenlanges Gefecht. Während Motz in seinem Radpanzer Fuchs mit seinem Maschinengewehr den Angriff abzuwehren versuchte, wurde das Fahrzeug von einer Panzerfaust getroffen. Da die volle Wucht des Geschosses von seinem Körper aufgenommen wurde, gab es in seinem Fahrzeug keine weiteren Toten oder Schwerverletzten.

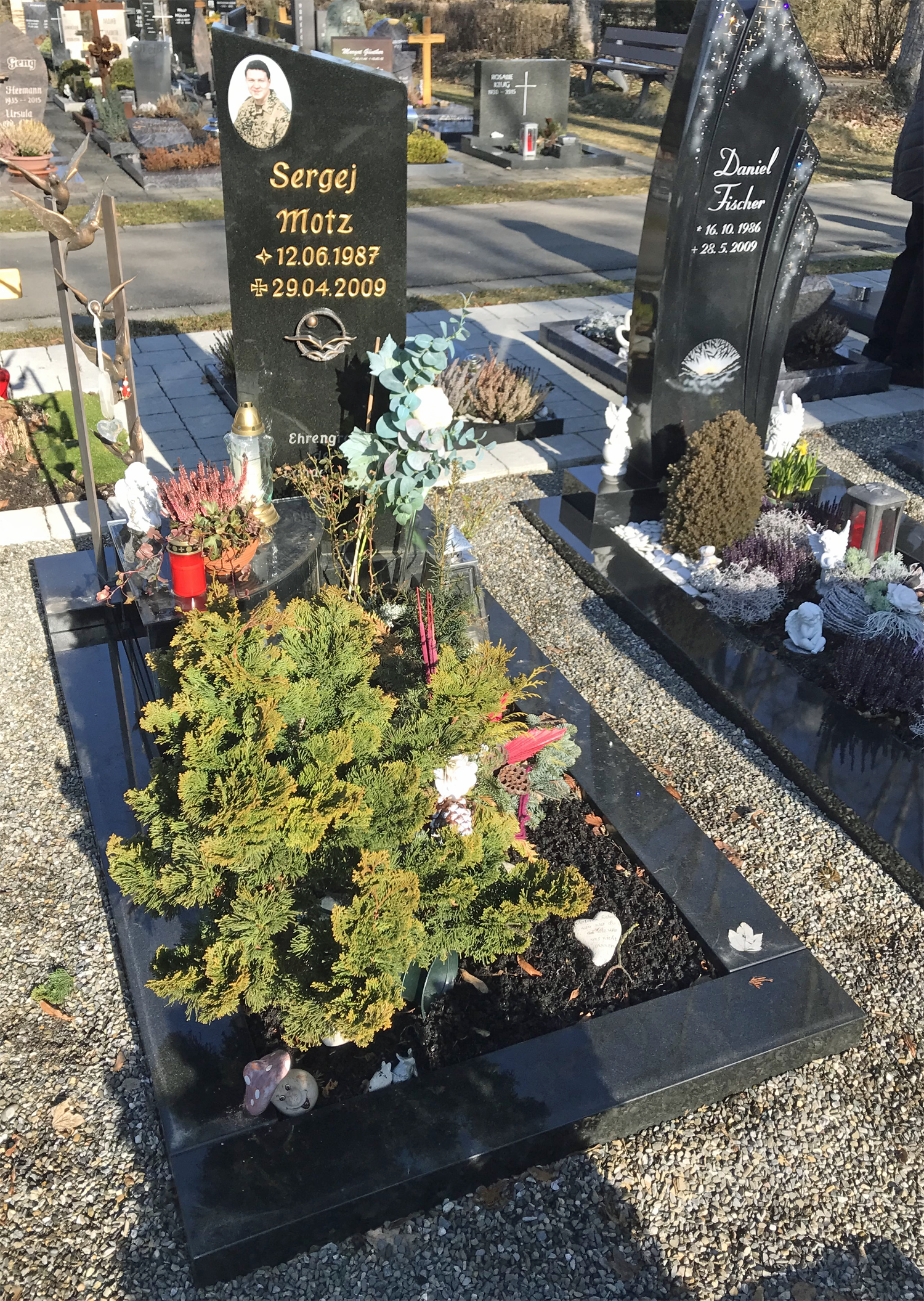
Grab von Sergej Motz auf dem Bad Saulgauer Friedhof

Wenig später erlag Sergej Motz im Alter von 21 Jahren seiner schweren Verwundung.  Dieses Gefecht, bei dem die Bundeswehr in den bis dato heftigsten Feuerkampf verwickelt und bei dem zehn weitere Soldaten verwundet wurden, markierte eine bis dahin nicht gekannte Intensität des ISAF-Einsatzes für die deutschen Truppen. Schon zuvor hatte es zahlreiche Todesfälle der Bundeswehr bei Auslandseinsätzen beispielsweise durch Unfälle, natürliche Ursachen, Suizid oder Sprengstoffanschläge gegeben. Motz war aber der erste deutsche Soldat, der seit dem Ende des Zweiten Weltkriegs in einem Feuergefecht fiel.  
Er wurde auf dem Friedhof von Bad Saulgau bestattet. Sein Grab befindet sich im Gräberfeld 36 (→ Lage). 

## Ehrungen
- Sein Grab trägt die Aufschrift „Ehrengrab der Bundeswehr“ und wird vom Volksbund Deutsche Kriegsgräberfürsorge mitbetreut.
- Er ist der erste Soldat, der mit der Einsatzmedaille Gefecht ausgezeichnet wurde. Bundesminister der Verteidigung Karl-Theodor zu Guttenberg überreichte die Medaille am 25. November 2010 postum seinen Angehörigen.

## Film
In dem deutschen Fernseh-Dokudrama Eine mörderische Entscheidung aus dem Jahr 2013 unter der Regie von Raymond Ley wurde seine Rolle von Vladimir Burlakov, einem fast genau gleichaltrigen deutschen Schauspieler russischer Herkunft, verkörpert.